# Łukasz Kwiatkowski
Łukasz Kwiatkowski (Grudziądz, 1982. május 29. – 2018. november 25.) Európa-bajnok lengyel kerékpárversenyző.

## Pályafutása
Részt vett a 2004-es athéni és a 2008-as pekingi olimpián. 2002 és 2005 két arany-, három ezüst- és két bronzérmet szerzett az Európa-bajnokságokon.
2018. november 25-én leukémiában halt meg.

## Sikerei, díjai
- Európa-bajnokság
  - aranyérmes (2): 2002 (sprint), 2005 (csapat sprint)
  - ezüstérmes (3): 2002, 2003, 2004 (mind csapat sprint)
  - bronzérmes (2): 2002 (keirin), 2004 (sprint)